# Rasmus Lund Pedersen
Pour les articles homonymes, voir Pedersen.
Ne doit pas être confondu avec Rasmus Søjberg Pedersen.

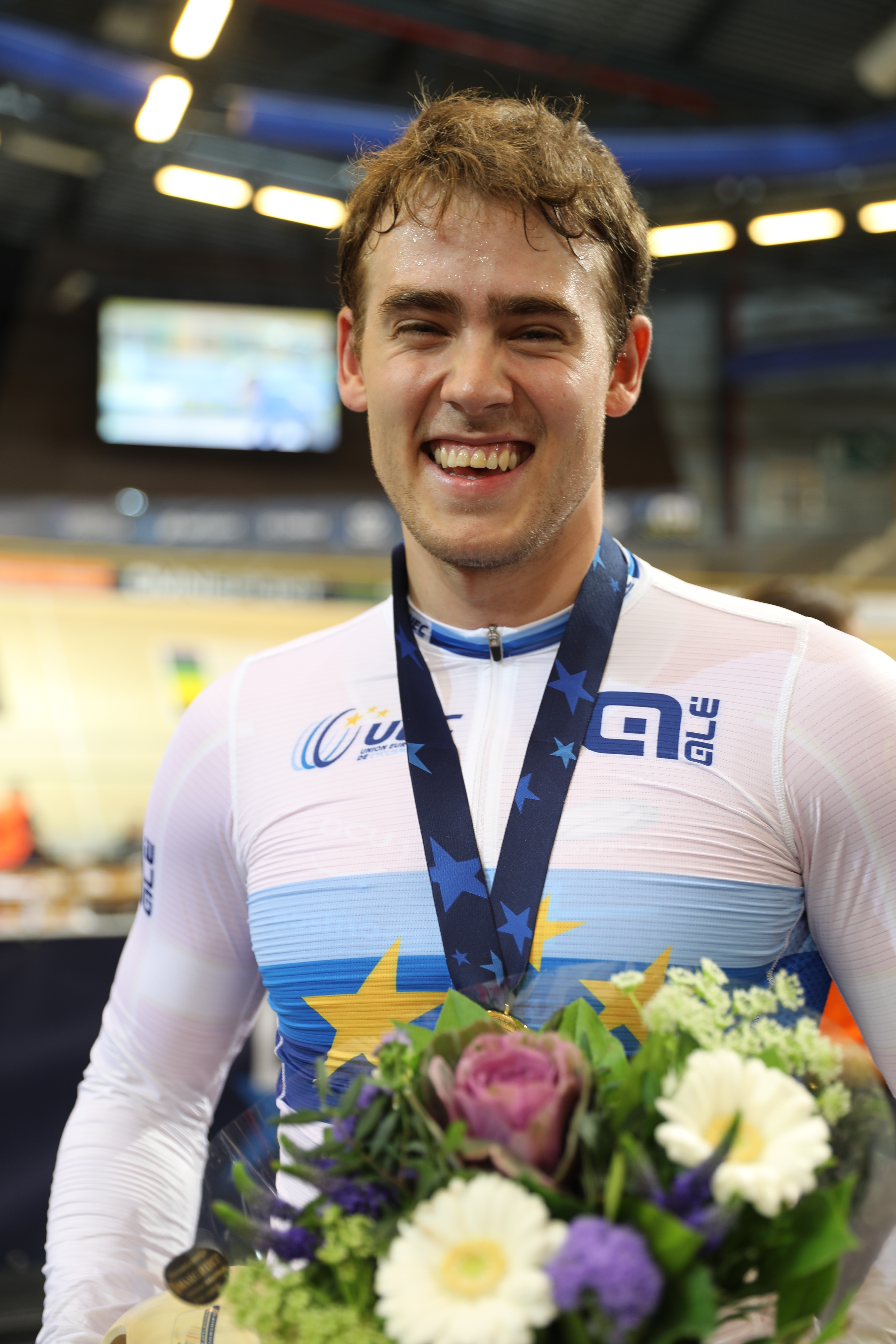
Pedersen en 2019.

Rasmus Lund Pedersen, né le 9 juillet 1998, est un coureur cycliste danois. Il participe à des compétitions sur route et sur piste. Il est notamment champion du monde de poursuite par équipes en 2020, 2023 et 2024, et champion d'Europe de poursuite par équipes en 2019 et 2021.

## Biographie
Rasmus Pedersen se lance dans le cyclisme à l'hiver 2007, poussé par la fascination que son père montrait en suivant à la télévision le Danois Michael Rasmussen qui était sur le point de gagner le Tour de France. Il participe à sa première course l'année suivante.
Il s'illustre en 2015 chez les juniors (moins de 19 ans), en devenant champion du Danemark du contre-la-montre. Plus tard dans l'année, il remporte le bronze aux championnats du monde sur route juniors à Richmond, aux États-Unis. En 2016, il gagne sur route plusieurs courses sur la Coupe des Nations juniors, ainsi que deux médailles d'argent (poursuite individuelle et par équipes) aux championnats du monde sur piste juniors en Suisse. Non retenu dans la sélection de la poursuite par équipes pour participer aux Jeux olympiques de Rio de Janeiro, il perd la motivation et décide d'arrêter sa carrière de cycliste à 17 ans pour commence à jouer au football américain,,.
En 2019, il reprend sa carrière cycliste et signe un contrat avec l'équipe continentale danoise ColoQuick. La même année, il fait son retour dans l'équipe nationale danoise sur piste et remporte avec elle à plusieurs manches de la Coupe du monde. Il devient également champion d'Europe de poursuite par équipes, ainsi que médaillé de bronze aux mondiaux sur piste.
En 2020, avec Lasse Norman Hansen, Julius Johansen et Frederik Rodenberg, il décroche le titre champion du monde de poursuite par équipes à Berlin, une compétition ou l'équipe danoise établit trois records du monde (le dernier en 3 minutes et 44,672 secondes). La performance permet au quatuor d'être élu sportif de l'année danois en 2020. 
Avec leurs résultats sur les deux dernières année, l'équipe danoise de poursuite se présente comme favorite aux Jeux olympiques de 2020 à Tokyo (tenus en 2021). Lors des qualifications de la poursuite par équipes, le quatuor composé de Frederik Rodenberg, Niklas Larsen, Lasse Norman Hansen et Rasmus Pedersen, bat le record olympique en réalisant 3 minutes et 45,014 secondes et se qualifie pour les demi-finales. Lors de la demi-finale, les Danois courent contre l'équipe britannique et sont les plus rapides. Lorsque le troisième coureur britannique a lâché ses coéquipiers, les Danois l'ont rattrapé, mais Rodenberg, qui menait à l'époque, n'a pas vu le Britannique et est entré en collision avec lui. Après une certaine confusion, les Danois ont fini par se qualifier pour la finale, car ils avaient rattrapé le troisième britannique. La finale se déroule contre l'Italie, qui avait amélioré le record du monde en demi-finale. La course est serrée jusqu'au bout, avec les deux équipes qui roulent en dessous du record du monde des Italiens de la veille. L'Italie remporte finalement l'or avec un temps 3 minutes et 42,032 secondes, contre 3 minutes et 42,198 secondes pour les Danois. En octobre, il est à nouveau champion d'Europe de poursuite par équipes et termine quatrième des mondiaux de Roubaix.

## Palmarès sur piste

### Jeux olympiques
- Tokyo 2020
  -  Médaillé d'argent de la poursuite par équipes
- Paris 2024
  - 4e de la poursuite par équipes

### Championnats du monde
| Édition / Épreuve              | Poursuite individuelle | Poursuite par équipes                              |
| Aigle 2016 (juniors)           | Argent                 | Argent                                             |
| Pruszków 2019                  |                        | Bronze                                             |
| Berlin 2020                    |                        | Or (avec Norman Hansen, Rodenberg et Johansen)     |
| Roubaix 2021                   |                        | 4e                                                 |
| Saint-Quentin-en-Yvelines 2022 |                        | Bronze                                             |
| Glasgow 2023                   |                        | Or (avec Norman Leth, Bévort, Larsen et Rodenberg) |
| Ballerup 2024                  |                        | Or (avec Hansen, Bévort, Larsen et Rodenberg)      |

### Coupe du monde
- 2015-2016
  - 2e de la poursuite par équipes à Hong Kong
- 2018-2019
  - 1er de la poursuite par équipes à Saint-Quentin en Yvelines (avec Lasse Norman Hansen, Julius Johansen et Casper von Folsach)[7]
  - 1er de la poursuite par équipes à Milton (avec Lasse Norman Hansen, Julius Johansen et Casper von Folsach)[7]
  - 2e de la poursuite par équipes à Berlin[7]
- 2019-2020
  - 1er de la poursuite par équipes à Minsk (avec Julius Johansen, Lasse Norman Hansen et Frederik Rodenberg)
  - 1er de la poursuite par équipes à Glasgow (avec Julius Johansen, Lasse Norman Hansen et Frederik Rodenberg)

### Coupe des nations
- 2022
  - 3e de la poursuite par équipes à Glasgow
- 2023
  - 1er de la poursuite par équipes à Jakarta
  - 1er de la poursuite par équipes au Caire

### Championnats d'Europe
| Édition / Épreuve      | Poursuite par équipes                          | Scratch | Kilomètre | Poursuite |
| Athènes 2015 (juniors) | Argent                                         |         |           |           |
| Apeldoorn 2019         | Or (avec Norman Hansen, Rodenberg et Johansen) |         |           |           |
| Granges 2021           | Or (avec Bévort, Aagaard et Malmberg)          |         |           |           |
| Munich 2022            | Argent                                         | 9e      | 5e        |           |
| Apeldoorn 2024         | Argent                                         |         |           | Bronze    |

### Championnats du Danemark
- 2021
  -  Champion du Danemark de l'américaine (avec Matias Malmberg)

## Palmarès sur route
- 2015
  -  Champion du Danemark du contre-la-montre juniors
  - 4e étape de la Course de la Paix juniors
  -  Médaillé de bronze du championnat du monde sur route juniors
- 2016
  - 1re étape de la Course de la Paix juniors
  - 3e étape du Trophée Centre Morbihan
  - 2ea étape d'Aubel-Thimister-La Gleize (contre-la-montre par équipes)
  - 3e du championnat du Danemark sur route juniors

## Récompenses
- Sportif danois de l'année en 2020 (avec l'équipe de poursuite nationale)